# Sovětská liga ledního hokeje 1959/1960
Sezóna 1959/1960 byla 14. sezonou Sovětské ligy ledního hokeje. Mistrem se stal tým CSKA Moskva.

## Základní část

### Skupina A
| # | Tým                  | Z  | V  | R | P  | Sk.    | B  |
| - | -------------------- | -- | -- | - | -- | ------ | -- |
| 1 | CSKA Moskva          | 25 | 19 | 1 | 5  | 109-66 | 39 |
| 2 | Křídla Sovětů Moskva | 25 | 14 | 3 | 8  | 111-87 | 31 |
| 3 | Dynamo Moskva        | 25 | 13 | 1 | 11 | 91-76  | 27 |
| 4 | Lokomotiv Moskva     | 25 | 12 | 2 | 11 | 78-78  | 26 |
| 5 | Chimik Voskresensk   | 25 | 8  | 2 | 15 | 73-99  | 18 |
| 6 | Spartak Moskva       | 25 | 3  | 3 | 19 | 56-112 | 9  |

### Skupina B
| # | Tým                     | Z  | V  | R | P  | Sk.    | B  |
| - | ----------------------- | -- | -- | - | -- | ------ | -- |
| 1 | Krystall Elektrostal    | 25 | 16 | 5 | 4  | 127-67 | 37 |
| 2 | SKA Leningrad           | 25 | 16 | 4 | 5  | 95-52  | 36 |
| 3 | Kirovec Leningrad       | 25 | 13 | 6 | 6  | 118-62 | 32 |
| 4 | Komanda goroda Kalinina | 25 | 13 | 4 | 8  | 102-72 | 30 |
| 5 | LIIŽT Leningrad         | 25 | 6  | 2 | 17 | 77-140 | 14 |
| 6 | Vagonostroitel Riga     | 25 | 0  | 1 | 24 | 43-169 | 1  |

### Skupina C
| # | Tým                | Z  | V  | R | P  | Sk.     | B  |
| - | ------------------ | -- | -- | - | -- | ------- | -- |
| 1 | Torpedo Gorkij     | 30 | 22 | 5 | 3  | 153-74  | 49 |
| 2 | Traktor Čeljabinsk | 30 | 19 | 7 | 4  | 114-65  | 45 |
| 3 | Dynamo Novosibirsk | 30 | 14 | 3 | 13 | 111-100 | 31 |
| 4 | Spartak Sverdlovsk | 30 | 12 | 2 | 16 | 104-119 | 26 |
| 5 | Molot Perm         | 30 | 5  | 5 | 20 | 72-130  | 15 |
| 6 | Spartak Omsk       | 30 | 4  | 6 | 20 | 72-138  | 14 |

## Play off

### Osmifinále
- CSKA Moskva — Kirovec Leningrad — 3:3, 5:1, 7:3
- Křídla Sovětů Moskva — Spartak Sverdlovsk — 5:2, 12:5
- Dynamo Moskva — Dynamo Novosibirsk — 4:4, 6:2, 6:1
- Lokomotiv Moskva — Komanda goroda Kalinina — 4:3, 4:1

### Čtvrtfinále
- CSKA Moskva — Torpedo Gorkij — 5:6, 3:1, 8:0
- Křídla Sovětů Moskva — SKA Leningrad — 9:2, 6:2
- Dynamo Moskva — Krystall Elektrostal — 4:2, 4:0
- Lokomotiv Moskva — Traktor Čeljabinsk — 2:3, 4:1, 9:2

### Semifinále
- CSKA Moskva — Křídla Sovětů Moskva — 7:1, 5:0
- Dynamo Moskva — Lokomotiv Moskva — 5:1, 1:3, 5:3

### O 3. místo
- Křídla Sovětů Moskva — Lokomotiv Moskva — 7:3, 8:4

### Finále
- CSKA Moskva — Dynamo Moskva — 10:4, 5:0, 5:1